# Закони на Де Морган
В съждителната логика и булевата алгебра, законите на Де Морган са правила за преобразуване на логически изрази. Кръстени са на британския математик от 19 век Август Де Морган. С помощта на логическо отрицание правилата изразяват конюнкцията с дизюнкция и обратното.
Правилата могат да бъдат изразени на български език така:
отрицанието на дизюнкция е конюнкция на отрицанията; и
отрицанието на конюнкция е дизюнкция на отрицанията;
или
допълнението на обединението на две множества е същото като сечението на техните допълнения; и
допълнението на сечението на две множества е същото като обединението на техните допълнения;
или
не (A или B) = не A и не B; и
не (A и B) = не A или не B.
В теорията на множествата и булевата алгебра тези правила се записват формално така:
{\displaystyle {\begin{aligned}{\overline {A\cup B}}&={\overline {A}}\cap {\overline {B}},\\{\overline {A\cap B}}&={\overline {A}}\cup {\overline {B}},\end{aligned}}}
където
- А и В са множества,
- A е допълнението на А,
- ∩ е сечението и
- ∪ е обединение.

В съждителната логика правилата се записват така
{\displaystyle \neg (P\lor Q)\iff (\neg P)\land (\neg Q),}
и
{\displaystyle \neg (P\land Q)\iff (\neg P)\lor (\neg Q)}
където
- P и Q са съждения,
- {\displaystyle \neg {}} е логическо отрицание (НЕ),
- {\displaystyle \land {}} е оператор за конюнкция (И),
- {\displaystyle \lor {}} е оператор за дизюнкция (ИЛИ),
- {\displaystyle \iff {}} е символ за еквивалентност.

Приложенията на правилата на де Морган включват опростяване на логическите изрази в компютърни програми и схеми на платки.